# Minna Citron
Minna Wright Citron (Newark, 1896 - New York, 1991) est une graveuse et peintre américaine.
Embrassant d'abord un style réaliste, ses premières gravures se concentrent sur le rôle des femmes (en), parfois de manière satirique, dans un style connu sous le nom de réalisme urbain. Elle bascule ensuite dans l'art abstrait, se rapprochant des expressionnistes abstraits.

## Biographie

### Jeunesse et formation
Minna Wright naît le 15 octobre 1896 à Newark, dans le New Jersey, la plus jeune de cinq enfants. À l'âge de 20 ans, Minna Wright épouse Henry Citron, un homme d'affaires. Ensemble, ils s'installent à Brooklyn, où ils ont deux fils, Casper et Thomas,.
Elle commence à étudier l'art en 1924 au Brooklyn Institute of Arts and Sciences et à la New York School of Applied Design for Women (en), alors qu'elle est mariée et vit à Brooklyn, prenant soin de ses deux enfants.
De 1928 à 1935, elle étudie à l'Art Students League avec John Sloan et Kenneth Hayes Miller, dont les représentations satiriques de la vie urbaine influencent son propre style, ainsi que Harry Sternberg (en), Kimon Nicolaïdes (en) et Kenneth Hayes Miller,,,.

### Carrière

#### Débuts de style réaliste
Elle tient sa première exposition personnelle en 1930 à la New School for Social Research, où elle présente des scènes de la vie urbaine représentées de manière réaliste,.
En 1934, Minna Wright divorce de son mari, et déménage avec ses deux enfants à Union Square (New York), où elle ouvre son atelier et devient très proche puis s'implique dans le groupe de peintres réalistes connu comme 14th Street school,,. Elle y fait la connaissance d'autres artistes du mouvement, dont Isabel Bishop, Reginald Marsh et Raphael Soyer. Durant cette période, Wright puise souvent ses sujets dans son environnement urbain, représentant les gens et les lieux de Union Station dans un style réaliste urbain. Son travail a également été influencé par celui de l'artiste Honoré Daumier. Elle intègre aussi la National Association of Women Artists, qui intègrera l'artiste lors de l'exposition du centenaire en 1988.
En 1935, Citron tient sa première grande exposition personnelle acclamée par la critique, intitulée « Feminanities », à la Midtown Gallery de New York. Les œuvres de cette exposition abordent les questions de genre et de sexisme sous un angle satirique ; dans ces pièces, Citron critique non seulement les hommes pour la subordination des femmes (en), mais tient également les femmes responsables de leur propre complicité dans une société sexiste ; elle l'exprime même sous forme d'autoportrait, par exemple en se représentant de façon presque grotesque dans Self-Expression. Des pièces telles que Beauty Parlor (1933) et Demonstration (1932) illustrent la préoccupation des femmes pour la culture de la beauté, tandis que des pièces telles que Cold Comfort (1935) abordent plus directement l'objectification des femmes pour le plaisir des hommes.
À la fin des années 1930, Citron s'implique dans le Federal Art Project de la Works Progress Administration, enseignant la peinture à l'huile et la peinture murale de 1935 à 1937 et réalisant de nombreuses commandes de peintures murales du gouvernement entre 1938 et 1942,,,. Son œuvre comprend les peintures murales à l'huile sur toile intitulées Horse Swapping dans le bureau de poste de Manchester (Tennessee), et TVA Power dans le bureau de poste de Newport (Tennessee), commandées par la Section of Painting and Sculpture (en) et achevées au début des années 1940. Durant cette période, Citron enseigne également à l'école du Brooklyn Museum (1940-1944) et au Pratt Institute. Elle devient membre de la Society of American Graphic Artists (en).

#### Changement pour un style abstrait
Au début des années 1940, le travail de Citron s'oriente vers un style plus abstrait,. Elle rejoint l'Atelier 17, une école et studio de gravure parisien réputé, délocalisé à New York en raison de la Seconde Guerre mondiale. Elle y rencontre de nombreux artistes tels que Marc Chagall, André Masson et Jacques Lipchitz, et commence à expérimenter de nouveaux styles et des techniques innovantes. Durant son séjour à l'Atelier 17, elle est la pionnière de nouvelles méthodes de gravure et d'assemblage en trois dimensions. Elle commence également à embrasser le hasard, la spontanéité et les erreurs dans son travail et à s'appuyer sur l'improvisation ou l'automatisme, une méthode cohérente avec le travail d'autres artistes de l'Atelier 17 et peut-être influencée par l'intérêt de Citron pour la psychanalyse freudienne et l'inconscient, avec lesquels elle se familiarise dans les années 1920, en partie au travers de sa relation de longue date avec l'avocat et philanthrope Arthur B. Brenner, qui cultive le même intérêt,,.
Son travail commence à aborder les questions de guerre tandis que ses fils servent à l'étranger. Peu de temps après la Seconde Guerre mondiale, elle se rend à Paris. Dans les années 1950, elle enseigne l'art à la High School of Music & Art (en), où elle est respectée comme une enseignante qui fait découvrir à ses élèves tous les moyens d'expression possibles, du réalisme aux expressionnistes abstraits d'avant-garde actuels. En 1960, elle tient une exposition personnelle à Zagreb, qui est la toute première exposition personnelle d'un artiste américain en Yougoslavie.
Dans les années 1970 (alors qu'elle a plus de soixante-dix ans), elle s'identifie fortement au mouvement des femmes et se considère comme une féministe dans l'âme, bien qu'elle ne se soit jamais directement impliquée dans des mouvements féministes organisés ou des manifestations.
Au cours des années 1970 et 1980, Minna Wright Citron continue de produire des gravures, alternant entre styles abstraits et figuratifs,. Elle continue à travailler jusqu’à ses quatre-vingt-dix ans. En 1985, elle reçoit le prix Lifetime Achievement Award du Women's Caucus for Art.

### Mort et postérité
Minna Citron meurt des suites d'une longue maladie le 21 décembre 1991, à l'âge de 95 ans, à l'hôpital Beth Israel de Manhattan.
Ses documents sont conservés à l'Université de Syracuse. Ses œuvres font partie de plusieurs collections muséales, notamment l'Ulrich Museum (en), qui possède plus d'une centaine de ses gravures.
Une exposition itinérante de ses œuvres, intitulée « Minna Citron : The Uncharted Course From Realism to Abstraction », a été organisée par le Juniata College Museum of Art à Huntingdon, en Pennsylvanie, et la petite-fille de l'artiste. Elle a notamment été présentée au Georgia Museum of Art (en) en 2012-2013, à la Texas A&M University en 2013, à l'Université de Richmond fin 2014 et à l'Université de Syracuse en février 2015. L'œuvre de Citron est également incluse dans une exposition itinérante « Prints by Women: Selected European and American Works from the Georgia Museum of Art », organisée par le Georgia Museum of Art. Elle a été incluse dans plusieurs rétrospectives du Metropolitan Museum of Art.
Son portrait est inclus dans le célèbre collage de 1972 Some Living American Women Artists de Mary Beth Edelson.

## Conservation de ses œuvres
- Art Institute of Chicago, Chicago[17]
- Hirshhorn Museum and Sculpture Garden, Washington, DC[18]
- Metropolitan Museum of Art, New York[19]
- Museum of Modern Art, New York[15]
- National Gallery of Art, Washington, DC[7]
- Smithsonian American Art Museum, Washington, DC[20]
- Musée de Nouvelle-Zélande Te Papa Tongarewa, Wellington[21]
- Ulrich Museum (en) (Université d'État de Wichita), Wichita[6]
- Whitney Museum of American Art, New York[22]